# Erissoides striatus
Erissoides striatus är en spindelart som beskrevs av Mello-Leitao 1929. Erissoides striatus ingår i släktet Erissoides och familjen krabbspindlar. Inga underarter finns listade i Catalogue of Life.